# Махиня, Павел Евменович
Павел Евменович Махиня (1919—1993) — старший сержант Рабоче-крестьянской Красной Армии, участник Великой Отечественной войны, Герой Советского Союза (1944).

## Биография
Павел Махиня родился 10 марта 1919 года в селе Блошинцы (ныне — Белоцерковский район Киевской области Украины). После окончания девяти классов школы работал токарем на запорожском заводе «Коммунар». В 1939 году Махиня был призван на службу в Рабоче-крестьянскую Красную Армию. Участвовал в советско-финской войне. С июня 1941 года — на фронтах Великой Отечественной войны.
К июню 1944 года старший сержант Павел Махиня командовал орудием 333-го артиллерийского полка 152-й стрелковой дивизии 28-й армии 1-го Белорусского фронта. Отличился во время освобождения Брестской области Белорусской ССР. В июне 1944 года расчёт Махини оказался в окружении в районе населённых пунктов Святечи и Зинкевичи Ляховичского района. Заняв круговую оборону, артиллеристы отражали немецкие атаки, уничтожив большое количество боевой техники и солдат и офицеров противника. В том бою Махиня два раза был ранен, но продолжал сражаться.
Указом Президиума Верховного Совета СССР от 25 сентября 1944 года за «мужество и героизм, проявленные при отражении атаки танков и пехоты противника», старший сержант Павел Махиня был удостоен высокого звания Героя Советского Союза с вручением ордена Ленина и медали «Золотая Звезда» за номером 5106.
После окончания войны Махиня был демобилизован. Проживал и работал в Запорожье. Скончался 7 января 1993 года, похоронен на Первомайском кладбище Запорожья.
Был также награждён орденом Отечественной войны 1-й степени и рядом медалей.